# The Back Room
The Back Room – pierwszy studyjny album brytyjskiego zespołu muzycznego Editors, wydany w 2005 roku.

## Lista utworów[2]
Wszystkie utwory napisali: Tom Smith, Chris Urbanowicz, Russell Leetch i Edward Lay.
1. „Lights” - 2:31
2. „Munich” - 3:46
3. „Blood” - 3:29
4. „Fall” - 5:06
5. „All Sparks” - 3:33
6. „Camera” - 5:02
7. „Fingers in the Factories” - 4:14
8. „Bullets” - 3:09
9. „Someone Says” - 3:13
10. „Open Your Arms” - 6:00
11. „Distance” - 3:38